# پاکو پلاسا
پاکو پلاسا (انگلیسی: Paco Plaza؛ زادهٔ ۱۹۷۳ ) کارگردان و فیلم‌نامه‌نویس اهل اسپانیا است که بیشتر برای کارگردانی و نویسندگی فیلم آرئی‌سی و آرئی‌سی ۲، ورونیکا، روماسانتا و فیلم اسپانیایی به همراه ژاوما بالاغارو شناخته شده است. 